# حارة الجامع (جبلة)
الجامع إحدى حارات مدينة جبلة بمحافظة إب، بلغ تعداد سكانها 741 نسمة حسب تعداد اليمن لعام 2004.